# Humboldt (Kansas)
Humboldt és una població dels Estats Units a l'estat de Kansas. Segons el cens del 2006 tenia 1.906 habitants.

## Demografia
Segons el cens del 2000, Humboldt tenia 1.999 habitants, 825 habitatges, i 554 famílies. La densitat de població era de 543,5 habitants/km².
Dels 825 habitatges en un 27,5% hi vivien nens de menys de 18 anys, en un 54,4% hi vivien parelles casades, en un 8,7% dones solteres, i en un 32,8% no eren unitats familiars. En el 29,1% dels habitatges hi vivien persones soles el 14,7% de les quals corresponia a persones de 65 anys o més que vivien soles. El nombre mitjà de persones vivint en cada habitatge era de 2,37 i el nombre mitjà de persones que vivien en cada família era de 2,92.
Per edats la població es repartia de la següent manera: un 23,6% tenia menys de 18 anys, un 8,9% entre 18 i 24, un 24,2% entre 25 i 44, un 22,9% de 45 a 60 i un 20,4% 65 anys o més.
L'edat mediana era de 40 anys. Per cada 100 dones de 18 o més anys hi havia 91,8 homes.
La renda mediana per habitatge era de 30.408$ i la renda mediana per família de 39.750$. Els homes tenien una renda mediana de 28.512$ mentre que les dones 18.712$. La renda per capita de la població era de 17.651$. Entorn del 9,8% de les famílies i el 12,7% de la població estaven per davall del llindar de pobresa.

## Poblacions més properes
El següent diagrama mostra les poblacions més properes.